# 원동기장치자전거

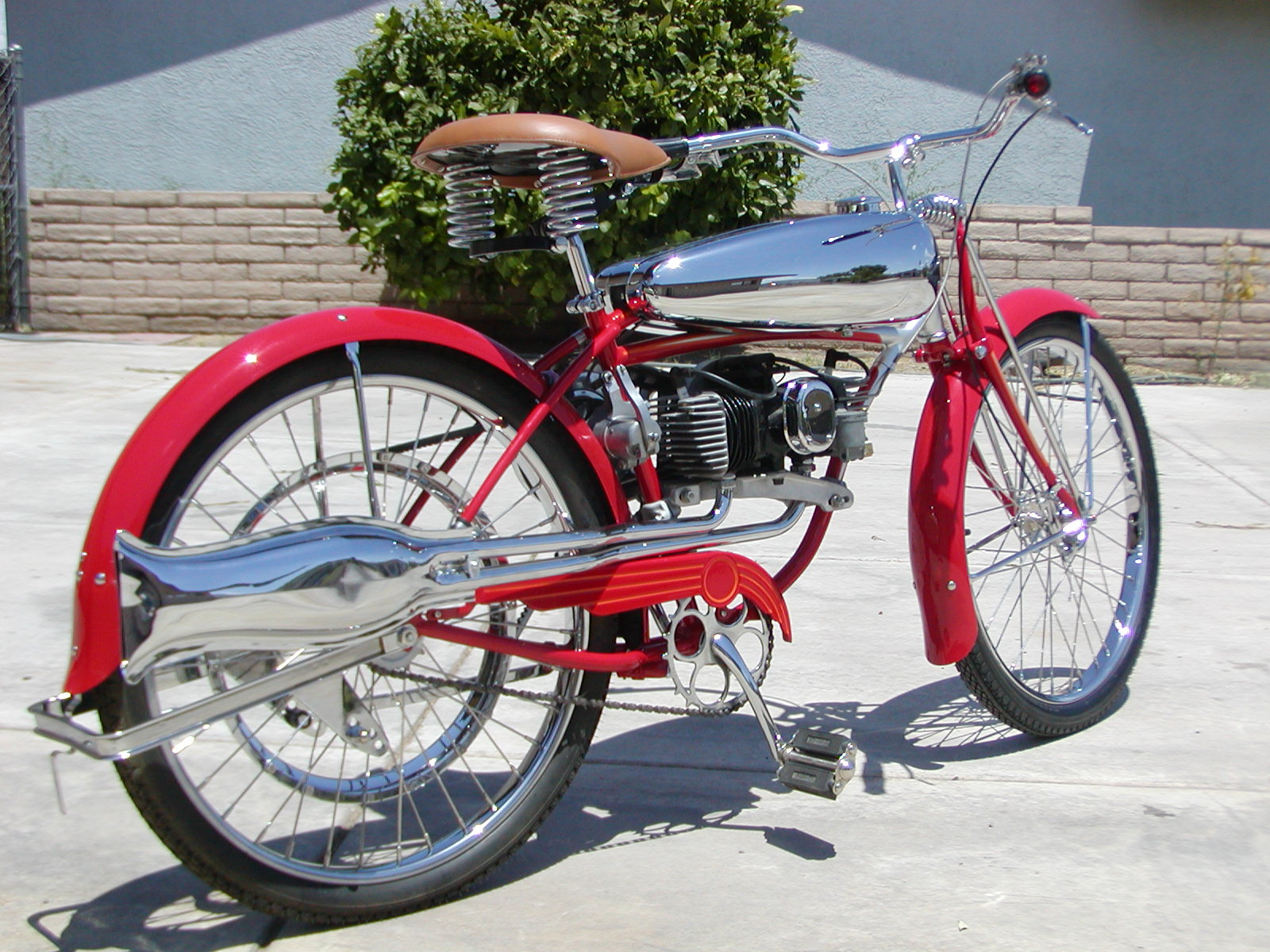
소형 엔진을 부착한 형태로 되어 있는 원동기장치자전거

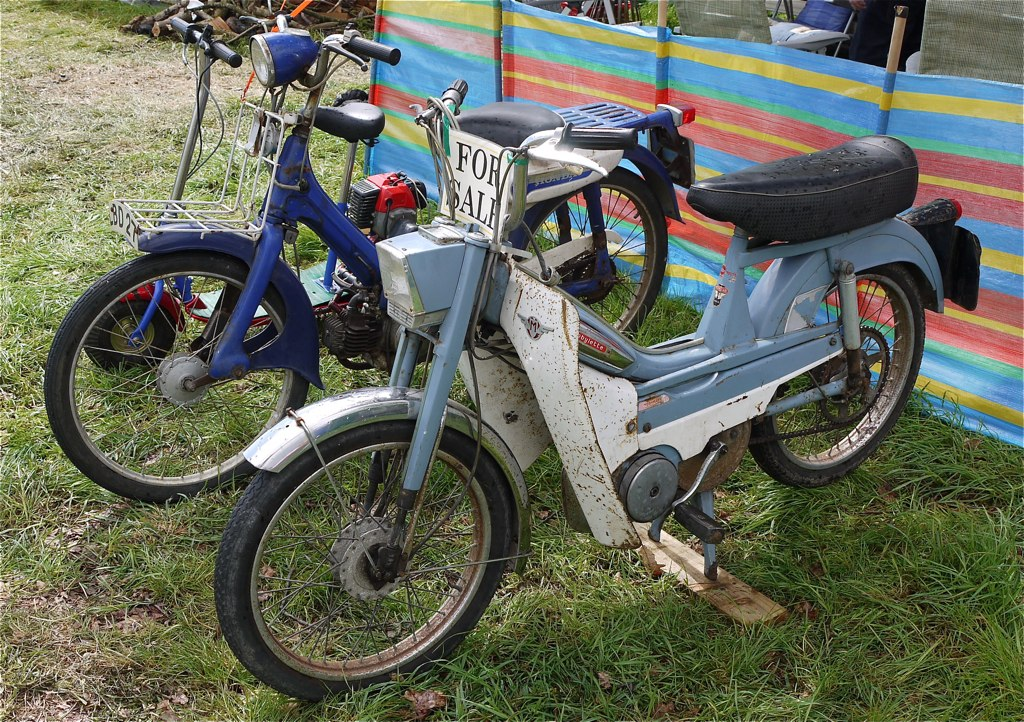
모페드

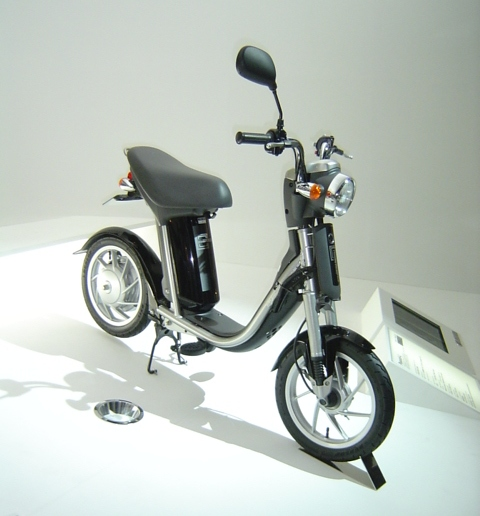
전동기를 부착한 스쿠터(야마하 파솔)

원동기장치자전거(原動機裝置自轉車)는 소형 엔진(배기량 125cc 이하의 엔진)이나 전동기를 부착하여, 엔진이나 전동기의 힘으로 움직이는 자전거를 이르는 용어이다. 영어로 모페드(Moped) 혹은 Motorized bicycle이라고 각각 정의하며, 국제 기준상 원동기장치자전거는 엔진 배기량 50cc 미만의 원동기를 단 차이다. 줄여서 원자(原自)라고도 부른다.

## 법률상 정의

### 대한민국
대한민국에서 도로교통법 원동기장치자전거는 소형 엔진을 부착한 자전거 외에도 법률상 소형 모터사이클을 구분할때도 사용된다. 배기량이 125cc 이하의 이륜차를 원동기장치자전거로 보는데, 자동차관리법과 도로교통법 상의 정의가 다르다. 자동차관리법에서 엔진 배기량이 50cc 미만(전기를 11kw미만)인 경우에는 2011년 12월 이전까지 자동차로 분류가 되지 않았으나, 2012년 1월 이후에는 개정된 자동차관리법이 시행되면서 50cc 미만의 원동기를 단 차는 경형이륜자동차(輕型二輪自動車)로 분류된다. 도로교통법에서는 자동차관리법에 따른 이륜자동차 가운데 배기량이 125cc 이하인 경우를 말한다. 또한 도로교통법에 명시된 자동차의 정의에서 원동기장치자전거는 자동차에서 제외되어 있다.

#### 기준
| 법 및 제도   | 1~50cc                               | 50~125cc                             | 125~260cc                       | 260cc~                          |
| 법 및 제도   | 4kW이하                              | 11kW이하                             | 15kW이하                        | 15kW초과                        |
| ------------ | ------------------------------------ | ------------------------------------ | ------------------------------- | ------------------------------- |
| 자동차관리법 | 경형이륜자동차                       | 소형이륜자동차                       | 중형이륜자동차                  | 대형이륜자동차                  |
| 도로교통법   | 원동기장치자전거(125cc미만,11kW이하) | 원동기장치자전거(125cc미만,11kW이하) | 이륜자동차(125cc이상, 11kW초과) | 이륜자동차(125cc이상, 11kW초과) |
| 면허         | 2종 원동기장치자전거                 | 2종 원동기장치자전거                 | 2종 소형                        | 2종 소형                        |
| 번호판       | 부착(2012년 1월 이후)                | 부착                                 | 부착                            | 부착                            |

#### 변천
| 연도   | ~49cc | 50cc | 51cc~89cc | 90cc~125cc |
| ------ | --- | --- | --- | --- |
| 1962년 | 원동기를 단 자전거 | 원동기를 단 자전거 | 경2륜소형자동차 | 경2륜소형자동차 |
| 1963년 | 원동기를 단 자전거 | 원동기를 단 자전거 | 경2륜소형자동차 | 경2륜소형자동차 |
| 1964년 | 원동기를 단 자전거 | 원동기를 단 자전거 | 경2륜소형자동차 | 경2륜소형자동차 |
| 1965년 | 원동기를 단 자전거 | 원동기를 단 자전거 | 경2륜소형자동차 | 경2륜소형자동차 |
| 1966년 | 원동기를 단 자전거 | 원동기를 단 자전거 | 경2륜소형자동차 | 경2륜소형자동차 |
| 1967년 | 원동기를 단 자전거 | 원동기를 단 자전거 | 경2륜소형자동차 | 경2륜소형자동차 |
| 1968년 | 원동기를 단 자전거 | 원동기를 단 자전거 | 경2륜소형자동차 | 경2륜소형자동차 |
| 1969년 | 원동기를 단 자전거 (1월 11일 시행) | 원동기를 단 자전거 (1월 11일 시행) | 원동기를 단 자전거 (1월 11일 시행) | 원동기를 단 자전거 (1월 11일 시행) |
| 1970년 | 원동기를 단 자전거 (1월 11일 시행) | 원동기를 단 자전거 (1월 11일 시행) | 원동기를 단 자전거 (1월 11일 시행) | 원동기를 단 자전거 (1월 11일 시행) |
| 1971년 | 원동기를 단 자전거 (1월 11일 시행) | 원동기를 단 자전거 (1월 11일 시행) | 원동기를 단 자전거 (1월 11일 시행) | 원동기를 단 자전거 (1월 11일 시행) |
| 1972년 | 원동기를 단 자전거 (1월 11일 시행) | 원동기를 단 자전거 (1월 11일 시행) | 원동기를 단 자전거 (1월 11일 시행) | 원동기를 단 자전거 (1월 11일 시행) |
| 1973년 | 원동기를 단 자전거 (1월 11일 시행) | 원동기를 단 자전거 (1월 11일 시행) | 원동기를 단 자전거 (1월 11일 시행) | 원동기를 단 자전거 (1월 11일 시행) |
| 1974년 | 원동기를 단 자전거 (1월 11일 시행) | 원동기를 단 자전거 (1월 11일 시행) | 원동기를 단 자전거 (1월 11일 시행) | 원동기를 단 자전거 (1월 11일 시행) |
| 1975년 | 원동기를 단 자전거 (1월 11일 시행) | 원동기를 단 자전거 (1월 11일 시행) | 원동기를 단 자전거 (1월 11일 시행) | 원동기를 단 자전거 (1월 11일 시행) |
| 1976년 | 원동기를 단 자전거 (1월 11일 시행) | 원동기를 단 자전거 (1월 11일 시행) | 원동기를 단 자전거 (1월 11일 시행) | 원동기를 단 자전거 (1월 11일 시행) |
| 1977년 | 원동기를 단 자전거 (1월 11일 시행) | 원동기를 단 자전거 (1월 11일 시행) | 원동기를 단 자전거 (1월 11일 시행) | 원동기를 단 자전거 (1월 11일 시행) |
| 1978년 | 원동기를 단 자전거 (7월 20일 및 10월 20일 시행, 7월 20일부터 10월 20일까지는 85cc 미만)                                                               | 원동기를 단 자전거 (7월 20일 및 10월 20일 시행, 7월 20일부터 10월 20일까지는 85cc 미만)                                                               | 원동기를 단 자전거 (7월 20일 및 10월 20일 시행, 7월 20일부터 10월 20일까지는 85cc 미만)                                                               | 경2륜소형자동차 |
| 1979년 | 원동기를 단 자전거 (7월 20일 및 10월 20일 시행, 7월 20일부터 10월 20일까지는 85cc 미만)                                                               | 원동기를 단 자전거 (7월 20일 및 10월 20일 시행, 7월 20일부터 10월 20일까지는 85cc 미만)                                                               | 원동기를 단 자전거 (7월 20일 및 10월 20일 시행, 7월 20일부터 10월 20일까지는 85cc 미만)                                                               | 경2륜소형자동차 |
| 1980년 | 원동기를 단 자전거 (7월 20일 및 10월 20일 시행, 7월 20일부터 10월 20일까지는 85cc 미만)                                                               | 원동기를 단 자전거 (7월 20일 및 10월 20일 시행, 7월 20일부터 10월 20일까지는 85cc 미만)                                                               | 원동기를 단 자전거 (7월 20일 및 10월 20일 시행, 7월 20일부터 10월 20일까지는 85cc 미만)                                                               | 경2륜소형자동차 |
| 1981년 | 원동기를 단 자전거 (7월 20일 및 10월 20일 시행, 7월 20일부터 10월 20일까지는 85cc 미만)                                                               | 원동기를 단 자전거 (7월 20일 및 10월 20일 시행, 7월 20일부터 10월 20일까지는 85cc 미만)                                                               | 원동기를 단 자전거 (7월 20일 및 10월 20일 시행, 7월 20일부터 10월 20일까지는 85cc 미만)                                                               | 경2륜소형자동차 |
| 1982년 | 원동기를 단 자전거(1월 16일 시행) | 원동기를 단 자전거(1월 16일 시행) | 경2륜소형자동차 | 경2륜소형자동차 |
| 1983년 | 원동기를 단 자전거(1월 16일 시행) | 원동기를 단 자전거(1월 16일 시행) | 경2륜소형자동차 | 경2륜소형자동차 |
| 1984년 | 원동기를 단 자전거(1월 16일 시행) | 원동기를 단 자전거(1월 16일 시행) | 경2륜소형자동차 | 경2륜소형자동차 |
| 1985년 | 원동기를 단 자전거(1월 16일 시행) | 원동기를 단 자전거(1월 16일 시행) | 경2륜소형자동차 | 경2륜소형자동차 |
| 1986년 | 원동기를 단 자전거(1월 16일 시행) | 원동기를 단 자전거(1월 16일 시행) | 경2륜소형자동차 | 경2륜소형자동차 |
| 1987년 | 원동기장치자전거 (자동차관리법이 시행되면서 "원동기를 단 자전거"란 용어가 삭제되었고, 도로교통법 시행규칙을 통해 원동기장치자전거에 대한 정의가 신설) | 원동기장치자전거 (자동차관리법이 시행되면서 "원동기를 단 자전거"란 용어가 삭제되었고, 도로교통법 시행규칙을 통해 원동기장치자전거에 대한 정의가 신설) | 원동기장치자전거 (자동차관리법이 시행되면서 "원동기를 단 자전거"란 용어가 삭제되었고, 도로교통법 시행규칙을 통해 원동기장치자전거에 대한 정의가 신설) | 원동기장치자전거 (자동차관리법이 시행되면서 "원동기를 단 자전거"란 용어가 삭제되었고, 도로교통법 시행규칙을 통해 원동기장치자전거에 대한 정의가 신설) |
| 1988년 | 원동기장치자전거 (자동차관리법이 시행되면서 "원동기를 단 자전거"란 용어가 삭제되었고, 도로교통법 시행규칙을 통해 원동기장치자전거에 대한 정의가 신설) | 원동기장치자전거 (자동차관리법이 시행되면서 "원동기를 단 자전거"란 용어가 삭제되었고, 도로교통법 시행규칙을 통해 원동기장치자전거에 대한 정의가 신설) | 원동기장치자전거 (자동차관리법이 시행되면서 "원동기를 단 자전거"란 용어가 삭제되었고, 도로교통법 시행규칙을 통해 원동기장치자전거에 대한 정의가 신설) | 원동기장치자전거 (자동차관리법이 시행되면서 "원동기를 단 자전거"란 용어가 삭제되었고, 도로교통법 시행규칙을 통해 원동기장치자전거에 대한 정의가 신설) |
| 1989년 | 원동기장치자전거 (자동차관리법이 시행되면서 "원동기를 단 자전거"란 용어가 삭제되었고, 도로교통법 시행규칙을 통해 원동기장치자전거에 대한 정의가 신설) | 원동기장치자전거 (자동차관리법이 시행되면서 "원동기를 단 자전거"란 용어가 삭제되었고, 도로교통법 시행규칙을 통해 원동기장치자전거에 대한 정의가 신설) | 원동기장치자전거 (자동차관리법이 시행되면서 "원동기를 단 자전거"란 용어가 삭제되었고, 도로교통법 시행규칙을 통해 원동기장치자전거에 대한 정의가 신설) | 원동기장치자전거 (자동차관리법이 시행되면서 "원동기를 단 자전거"란 용어가 삭제되었고, 도로교통법 시행규칙을 통해 원동기장치자전거에 대한 정의가 신설) |
| 1990년 | 원동기장치자전거 (자동차관리법이 시행되면서 "원동기를 단 자전거"란 용어가 삭제되었고, 도로교통법 시행규칙을 통해 원동기장치자전거에 대한 정의가 신설) | 원동기장치자전거 (자동차관리법이 시행되면서 "원동기를 단 자전거"란 용어가 삭제되었고, 도로교통법 시행규칙을 통해 원동기장치자전거에 대한 정의가 신설) | 원동기장치자전거 (자동차관리법이 시행되면서 "원동기를 단 자전거"란 용어가 삭제되었고, 도로교통법 시행규칙을 통해 원동기장치자전거에 대한 정의가 신설) | 원동기장치자전거 (자동차관리법이 시행되면서 "원동기를 단 자전거"란 용어가 삭제되었고, 도로교통법 시행규칙을 통해 원동기장치자전거에 대한 정의가 신설) |
| 1991년 | 원동기장치자전거 (자동차관리법이 시행되면서 "원동기를 단 자전거"란 용어가 삭제되었고, 도로교통법 시행규칙을 통해 원동기장치자전거에 대한 정의가 신설) | 원동기장치자전거 (자동차관리법이 시행되면서 "원동기를 단 자전거"란 용어가 삭제되었고, 도로교통법 시행규칙을 통해 원동기장치자전거에 대한 정의가 신설) | 원동기장치자전거 (자동차관리법이 시행되면서 "원동기를 단 자전거"란 용어가 삭제되었고, 도로교통법 시행규칙을 통해 원동기장치자전거에 대한 정의가 신설) | 원동기장치자전거 (자동차관리법이 시행되면서 "원동기를 단 자전거"란 용어가 삭제되었고, 도로교통법 시행규칙을 통해 원동기장치자전거에 대한 정의가 신설) |
| 1992년 | (도로교통법 시행규칙에서 정의하던 원동기장치자전거가 도로교통법에서 정의)                                                                             | (도로교통법 시행규칙에서 정의하던 원동기장치자전거가 도로교통법에서 정의)                                                                             | (도로교통법 시행규칙에서 정의하던 원동기장치자전거가 도로교통법에서 정의)                                                                             | (도로교통법 시행규칙에서 정의하던 원동기장치자전거가 도로교통법에서 정의)                                                                             |

#### 관련 법령
| 법령                                                                       | 내용 |
| -------------------------------------------------------------------------- | --- |
| 자동차관리법 시행규칙 제2조                                                | 이륜자동차의 종류는 그 규모별 세부기준 및 유형별 세부기준에 따라 별표 1과 같이 구분한다. 경형 이륜자동차: 배기량이 50시시 미만(최고정 격출력 4킬로와트 이하)인 것 소형 이륜자동차: 배기량이 100시시 이하(최고정격출력 11킬로와트 이하)인 것 중형 이륜자동차: 배기량이 100시시 초과 260시시 이하(최고정격출력 11킬로와트 초과 15킬로와트 이하)인 것 대형 이륜자동차: 배기량이 260시시(최고 정격출력 15킬로와트)를 초과하는 것 |
| 자동차관리법 제3조 1항의 5호 (2011년 5월 24일 개정, 2011년 11월 25일 시행) | 이륜자동차: 총배기량 또는 정격출력의 크기와 관계없이 1인 또는 2인의 사람을 운송하기에 적합하게 제작된 이륜의 자동차 및 그와 유사한 구조로 되어 있는 자동차 |
| 도로교통법 제2조의 17호                                                    | "자동차"라 함은 철길이나 가설된 선에 의하지 아니하고 원동기를 사용하여 운전되는 차(견인되는 자동차도 자동차의 일부로 본다)로서 다음의 각 목의 차를 말한다. 가.「자동차관리법」 제3조의 규정에 의한 다음의 자동차. 다만, 원동기장치자전거를 제외한다. (1) 승용자동차 (2) 승합자동차 (3) 화물자동차 (4) 특수자동차 (5) 이륜자동차 나. 「건설기계관리법」 제26조제1항 단서의 규정에 의한 건설기계                               |
| 도로교통법 제2조의 19호                                                    | “원동기장치자전거”란 다음 각 목의 어느 하나에 해당하는 차를 말한다. 가. 「자동차관리법」 제3조에 따른 이륜자동차 가운데 배기량 125시시 이하(전기를 동력으로 하는 경우에는 최고정격출력 11킬로와트 이하)의 이륜자동차 나. 그 밖에 배기량 125시시 이하(전기를 동력으로 하는 경우에는 최고정격출력 11킬로와트 이하)의 원동기를 단 차                                                                                            |

## 원동기부자전거
원동기부자전거(일본어: 原動機付自転車 겐도키쓰키지텐샤[*])는 일본의 저출력 차량(모페드)의 구분으로, 일본의 도로교통법과 도로운송차량법의 정의가 다르다. 도로교통법에 명시된 엔진 배기량이 50cc(전기를 동력으로 사용하는 경우 0.6kw) 이하이며, 도로운송차량법에서는 125cc(전기를 동력으로 사용하는 경우 11kw) 이하의 이륜차를 말한다. 법규상의 조건 중에서는 삼륜 혹은 사륜인 경우도 이 구분에 해당하는 경우가 있다. 일본에서는 이를 생략해 원부(일본어: 原付 겐쓰키[*])라고도 한다.ㅇ

### 대한민국 법령과의 차이점
일본의 경우 도로교통법에서 50cc 이하의 이륜차를 원동기부자전거로 명시하고 있으며, 도로운송차량법에서는 125cc 이하의 이륜차를 원동기부자전거로 명시하고 있다. 또한 대한민국에서는 2011년 12월까지 50cc 미만인 경우 번호판의 부착 의무가 없으나 일본은 50cc 이하인 경우에도 번호판을 부착하도록 하고 있다.
| 국가                  | 대한민국       | 대한민국         | 일본           | 일본           |
| 배기량(cc) 및 법령    | 자동차관리법   | 도로교통법       | 도로교통법     | 도로운송차량법 |
| --------------------- | -------------- | ---------------- | -------------- | -------------- |
| 50cc 미만             | 경형이륜자동차 | 원동기장치자전거 | 원동기부자전거 | 원동기부자전거 |
| 50cc 이상 100cc 이하  | 소형이륜자동차 | 원동기장치자전거 | 소형자동이륜차 | 원동기부자전거 |
| 100cc 초과 125cc 이하 | 중형이륜자동차 | 원동기장치자전거 | 소형자동이륜차 | 원동기부자전거 |

| 국가                 | 대한민국        | 대한민국                  | 일본                    | 일본                 |
| 배기량(cc)           | 면허            | 번호판                    | 면허                    | 번호판               |
| -------------------- | --------------- | ------------------------- | ----------------------- | -------------------- |
| 50cc 미만            | 2종 원동기 면허 | 번호판 부착 (2012년 이후) | 원동기부자전거 면허     | 흰바탕 번호판 부착   |
| 50cc 이상 90cc 이하  | 2종 원동기 면허 | 흰바탕 번호판 부착        | 보통이륜면허 (소형한정) | 노란바탕 번호판 부착 |
| 90cc 초과 125cc 이하 | 2종 원동기 면허 | 흰바탕 번호판 부착        | 보통이륜면허 (소형한정) | 적색바탕 번호판 부착 |

## 목록[7]

### 50cc 미만
- 기아 보라매
- 대림 택트
- 대림 메세지
- 대림 핸디

### 50cc~100cc
- 대림 수퍼리드
- 대림 델피노
- 대림 시티100
- 대림 시티 플러스
- 효성 캡
- 효성 센스
- 효성 제파
- 효성 로망스
- 효성 윈디

## 같이 보기
- 모터사이클
- 모페드